# صموئيل ويلسون (لاعب كرة قدم)
صموئيل ويلسون (بالإسبانية: Samuel Wilson)‏ هو لاعب كرة قدم نيكاراغوي، ولد في 4 أبريل 1983 في تشينانديغا في نيكاراغوا. شارك مع منتخب نيكاراغوا لكرة القدم. أما مع النوادي، فقد لعب مع Real Estelí FC ‏.

## وصلات خارجية
- صموئيل ويلسون على موقع الاتحاد الدولي (مؤرشف)  (الإنجليزية)
- صموئيل ويلسون على موقع قاعدة بيانات كرة القدم.إي يو (الإنجليزية)
- صموئيل ويلسون على موقع ناشيونال فوتبول تيمز (الإنجليزية)
- صموئيل ويلسون على موقع Soccerway.com (الإنجليزية)